# Antonio Murado
Antonio J. Murado López  (Lugo, 1964) es un pintor y escultor español. Desde 1996 reside en Nueva York. Es uno de los artistas españoles de su generación más reconocidos.

## Trayectoria
Estudió Bellas Artes en la Universidad de Salamanca en la que se licenció en 1988 perteneciendo a la primera promoción de licenciados de la facultad.
Comenzó a exponer en muestras colectivas, en 1985, y realizó su primera exposición individual en 1987, en Santiago de Compostela. Poco después logró una beca para el taller de arte actual Juan Navarro Baldeweg, del Círculo de Bellas Artes de Madrid, y la beca premio Manuel Colmeiro, instituida por la Junta de Galicia, cuando acaba de superar los veinte años. 
A finales de los 80 y principios de los 90 junto con otros artistas -dos de ellos austriacos y uno gallego- una pequeña Galería de Arte en Lugo, llamada ZÚ, en donde expusieron autores de vanguardia y artistas destacados del panorama centroeuropeo. También desarrolla su pintura destacando en muestras colectivas de arte joven.
En 1995 fue becado por Unión Fenosa. En 1996 se trasladó a Nueva York donde reside en la actualidad.
Su obra cruzó las fronteras españolas y fue mostrada en galerías y certámenes de Viena. Su prestigio se consolidó en la exposición individual que realizó en la Casa de la Parra, de Santiago, auspiciada por la Junta de Galicia.
Años después empezó a trabajar la madera presentando sus primeros trabajos en escultura.
Antonio Murado investiga las transparencias y explora su interés por la naturaleza a través de la materia -sobre lienzo, madera y aluminio- con paisajes y flores y la experimentación con las propiedades conductuales de pinturas y barnices. Mediante la construcción de capas en la superficie del lienzo, logra una gran profundidad y un estado de ánimo meditativo, señalan sus críticas.
La obra de Murado ha sido mostrada en salas de arte y galerías de EE. UU., Holanda, Bélgica, Australia, Canadá, Austria, Portugal y diversos países hispanoamericanos. En la actualidad vive y trabaja en Nueva York, aunque reparte su tiempo con frecuentes visitas a España.

## Obra en museos
- Museo Marugame-Hirai, Marugame, Japón
- Colección Caixavigo, Vigo,
- Colección Caixa de Galicia, La Coruña,
- Museo de Bellas Artes de Alava, Vitoria,
- Centro Gallego de Arte Contemporánea, Santiago de Compostela,
- Philip Morris Collection, New York
- Museo español e Iberoamericano de arte contemporáneo, Cáceres,
- American Express Collection, New York,
- Museo de Arte Contemporáneo, “Sofia Imber”, Caracas, Venezuela
- Fundación La Caixa, Barcelona,
- AXA Collection, New York,
- Chase Manhattan Bank, New York,
- Pfizer Incorporated, New York,
- Colección Caja Madrid,
- Colección Patrimonio Nacional de España